# Équipe d'Ukraine masculine de water-polo
L’équipe d'Ukraine de water-polo masculin est la sélection nationale masculine représentant l'Ukraine dans les compétitions internationales de water-polo. 
Elle se classe douzième des Jeux olympiques d'été de 1996 à Atlanta, sa seule participation à ce jour. Sa meilleure performance en Championnat d'Europe est une septième place en 1995.
L'équipe olympique d'Atlanta est la suivante : Dmytro Andriyev 25	
Ihor Horbach 27	
Vadym Kebalo 29		
Vitaliy Khalchaytskiy 31	
V'iacheslav Kostanda 33	
Andriy Kovalenko	25		
Oleksandr Potulnytskiy 27	
Vadym Rozhdestvenskiy 29	
Vadym Skuratov	29		
Anatoliy Solodun 34	
Dmytro Stratan 21	
Oleh Volodymyrov	28		
Oleksiy Yehorov